# Rozłożykowate
Rozłożykowate (Placynthiaceae  Å.E. Dahl) – rodzina grzybów z rzędu pawężnicowców (Peltigerales).

## Systematyka
Pozycja w klasyfikacji według Index FungorumPlacynthiaceae, Peltigerales, Lecanoromycetidae, Lecanoromycetes, Pezizomycotina, Ascomycota, Fungi.
RodzajeWedług aktualizowanej klasyfikacji Index Fungorum bazującej na Dictionary of the Fungi do rodziny tej należą rodzaje:
- Hertella Henssen 1985
- Placynthiopsis Zahlbr. 1932
- Placynthium (Ach.) Gray 1821 – rozłożyk

Nazwy polskie według W. Fałtynowicza.